# Sianoa Smit-McPhee
Sianoa Smit-McPhee (Adelaida, 21 de febrero de 1992) es una actriz australiana, conocida por haber interpretado a Bree Timmins en la serie Neighbours y a Darby Drecker en la serie Hung.

## Biografía
Es hija del actor australiano Andy McPhee y de Sonia McPhee, tiene dos hermanos menores: el actor Kodi Smit-McPhee y un hermano menor Caden Smit-McPhee. Estudió en el "Drama With a Difference" (escuela de teatro australiana muy reconocida)

## Carrera
En el año 2004 apareció como invitada en un episodio de la serie policíaca Blue Heelers.
El 4 de abril de 2005 se unió al elenco de la popular serie australiana Neighbours donde interpretó a Brianna "Bree" Timmins, la hija adoptiva de Kim Timmins y Janelle Timmins hasta el 13 de julio de 2007 después de que su personaje decidiera mudarse con su familia a Cairns para estar más cerca de sus padres biológicos.
En el 2007 se unió al elenco de la primera temporada de la versión australiana del programa de Disney Channel As the Bell Rings donde interpretó a DJ, una joven brillante y energética.
En el 2009 se unió al elenco de la serie norteamericana Hung donde interpretó a Darby Drecker, la hija de Ray Drecker (Thomas Jane) y Jessica Haxon (Anne Heche), y hermana gemela de Damon Drecker (Charlie Saxton) hasta el final de la serie en el 2011.
El 19 de enero de 2014 se confirmó oficialmente en la revista ["IF"] de Australia, en su página web, que actuará en la adaptación de Fallen, una saga de Romance-Fantasía-Ficción, dirigida por el siete veces nominado al Oscar, Scott Hicks, interpretara a "Molly", el personaje antagonista.
En el mismo 2014 apareció en [Mentes Criminales], en el capítulo Gabby, interpretando a Su, la tía de Gabby.

## Filmografía

### Películas
| Año  | Título               | Personaje | Notas                                                                                             |
| ---- | -------------------- | --------- | ------------------------------------------------------------------------------------------------- |
| 2016 | Oscuros              | Molly     | junto a Addison Timlin, Jeremy Irvine & Harrison Gilbertson                                       |
| 2013 | All Cheerleaders Die | Leena     | junto a Caitlin Stasey, Brianna Womick, Reanin Johannink & Leigh Parker                           |
| 2013 | Mall                 | Shel      | junto a Vincent D'Onofrio, Gina Gershon, Mimi Rogers & Cameron Monaghan                           |
| 2012 | Firelight            | Tammy     | junto a Cuba Gooding Jr., Q'orianka Kilcher, DeWanda Wise & Rebecca Rivera                        |
| 2011 | Touchback            | Sasha     | junto a Brian Presley, Kurt Russell, Melanie Lynskey, Marc Blucas, Christine Lahti & Sarah Wright |
| 2008 | Hugo                 | Desma     | corto - junto a Georgia Flood, Diana Greentree, Tessa James & André Jewson                        |
| 2005 | Blue Tongue          | Joven     | corto - junto a Arlan Fahey-Leigh                                                                 |

### Series de televisión
| Año         | Título                 | Personaje        | Notas                      |
| ----------- | ---------------------- | ---------------- | -------------------------- |
| 2016        | The Kettering Incident | Chloe Holloway   | 8 episodios                |
| 2014        | Criminal Minds         | Sue Walsh        | Episodio Gabby             |
| 2009 - 2011 | Hung                   | Darby Drecker    | 30 episodios               |
| 2007 - 2009 | As the Bell Rings      | DJ               | 27 episodios               |
| 2005 - 2007 | Neighbours             | Bree Timmins     | 81 episodios               |
| 2004        | Blue Heelers           | Charlie Campbell | episodio "One of the Boys" |

## Premios y nominaciones
| Año  | Categoría                                              | Premio      | Serie                  | Resultado |
| ---- | ------------------------------------------------------ | ----------- | ---------------------- | --------- |
| 2016 | Best Guest Or Supporting Actress In A Television Drama | AACTA Award | The Kettering Incident | Nominada  |